# Middelalderparken
Middelalderparken er en park og bydel i Oslo, Norge. Parken blev etableret i år 2000 på Sørenga i den gamle del af byen. Den ligger omkring ti minutters gang fra Oslo Centralstation. Parken ligger i det såkaldte middelalderpark-område, der også inkluderer Minneparken og Ladegården på nordsiden af Bispegata. I dette område er det ikke tilladt at opføre nye bygninger, da der findes ruiner og mange kulturminder i undergrunden. 
I Middelalderparken ligger ruinerne af St. Clements Kirke, Mariakirken og det tidligere kongeslot. I den vestlige ende af parken ligger en sø kaldet Tenerife. Søens ene bred er rekonstrueret så det stemmer overens med, hvor Oslofjordens kystlinje gik i middelalderen omkring år 1300. Søen dækker et område på omkring 22 ha, der sammen med parkens areal på ca. 44 ha og området ved St. Clements Kirke på knap 5 ha. giver et samlet areal på 70 ha.
Oslo Middelalderfestival og Øyafestivalen er to årlige begivenheder, der afholdes i Middelalderparken. Siden 2014 har Middelalderfestivalen dog foregår på Akershus slot.